# モンスター・ホテルシリーズ

『モンスター・ホテルシリーズ』は、2012年公開のソニー・ピクチャーズ アニメーション製作による『モンスター・ホテル』（Hotel Transylvania）から始まる作品群である。 

## 長編
- 『モンスター・ホテル』 (2012年)
- 『モンスター・ホテル2』 (2015年)
- 『モンスター・ホテル クルーズ船の恋は危険がいっぱい?!』 (2018年)
- 『モンスター・ホテル 変身ビームで大パニック!』（2022年1月14日) Amazonプライムビデオで配信

## テレビシリーズ
- 『モンスター・ホテル ザ・シリーズ』 (2017年)